# Myrcia oblongifolia
Myrcia oblongifolia là một loài thực vật có hoa trong Họ Đào kim nương. Loài này được R.A.Howard mô tả khoa học đầu tiên năm 1947.